# أولد تاون
أولد تاون (مين) (بالإنجليزية: Old Town, Maine) هي مدينة تقع في الولايات المتحدة في مقاطعة بينوبسكوت (مين). يقدر عدد سكانها بـ 7,840 نسمة ومساحتها 112.09 كم2 وترتفع عن سطح البحر 33 متر.

## التركيبة السكانية
قام مكتب تعداد الولايات المتحدة بتحديد بيانات التركيبة السكانية لأولد تاونفي تعداد الولايات المتحدة. في ما يلي، التركيبة السكانية حسب تعدادي 2000 و2010.

### تعداد عام 2000
بلغ عدد سكان أولد تاون 8,130 نسمة بحسب تعداد عام 2000، وبلغ عدد الأسر 3,426 أسرة وعدد العائلات 1,993 عائلة مقيمة في المدينة. في حين سجلت الكثافة السكانية 212.3 نسمة لكل ميل مربع (82.0/كم2). وبلغ عدد الوحدات السكنية 3,686 وحدة بمتوسط كثافة قدره 96.3 نسمة لكل ميل مربع (37.2/كم2).
وتوزع التركيب العرقي للمدينة بنسبة 94.62% من البيض و 1.48% من الأمريكيين الأصليين و 1.83% من الأمريكيين ذوي الأصول الآسيوية و 0.04% من سكان جزر المحيط الهادئ و 0.65% من الأمريكيين الأفارقة و 1.09% من عرقين مختلطين أو أكثر.
بلغ عدد الأسر 3,426 أسرة كانت نسبة 26.1% منها لديها أطفال تحت سن الثامنة عشر تعيش معهم، وبلغت نسبة الأزواج القاطنين مع بعضهم البعض 44.7% من أصل المجموع الكلي للأسر، ونسبة 10.1% من الأسر كان لديها معيلات من الإناث دون وجود شريك، وكانت نسبة 41.8% من غير العائلات. تألفت نسبة 29.1% من أصل جميع الأسر من أفراد ونسبة 11.7% كانوا يعيش معهم شخص وحيد يبلغ من العمر 65 عاماً فما فوق. وبلغ متوسط حجم الأسرة المعيشية 2.83، أما متوسط حجم العائلات فبلغ 2.30.
بلغ العمر الوسطي للسكان 34 عاماً. وكانت نسبة 20.0% من القاطنين تحت سن الثامنة عشر، وكانت نسبة 18.3% بين الثامنة عشر والأربعة وعشرون عاماً، ونسبة 27.0% كانت واقعةً في الفئة العمرية ما بين الخامسة والعشرون حتى والأربعة وأربعون عاماً، ونسبة 20.8% كانت ما بين الخامسة والأربعون حتى الرابعة والستون، ونسبة 13.9% كانت ضمن فئة الخامسة والستون عاماً فما فوق. يوجد لكل 100 أنثى 91.2 ذكر، ويوجد لكل 100 أنثى في الثامنة عشر من عمرها فما فوق 90.8 ذكر.
بلغ متوسط دخل الأسرة في المدينة 29,886 دولار، أما متوسط دخل العائلة فبلغ 40,589 دولار. وكان متوسط دخل الذكور 32,961 دولار مقابل 23,723 دولار للإناث. وسجل دخل الفرد الخاص بالمدينة 16,100 دولار. وكانت نسبة 11.8% من العائلات ونسبة 18.6% من السكان تحت خط الفقر، وكان من هؤلاء نسبة 14.6% تحت سن الثامنة عشر ونسبة 14.6% في الخامسة والستين من العمر وما فوق.

## معرض صور

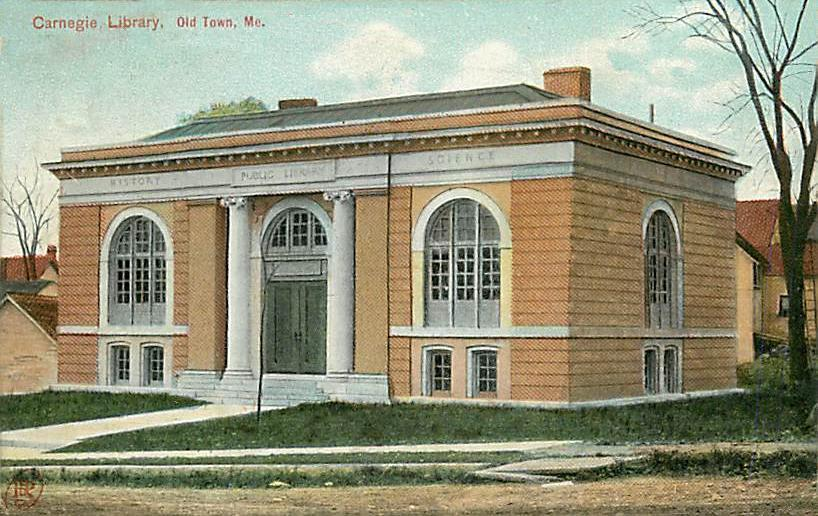
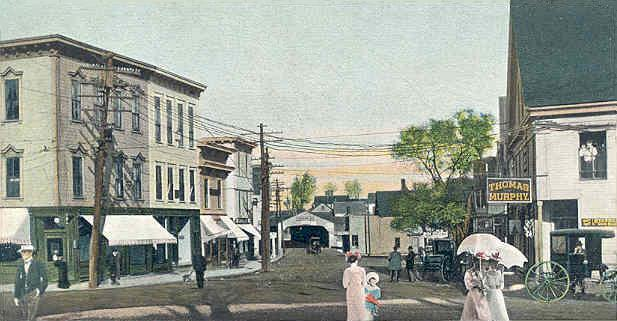
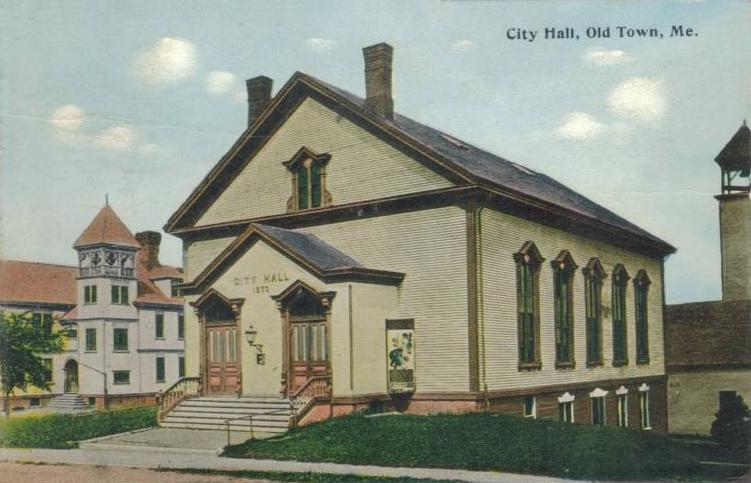

### تعداد عام 2010
بلغ عدد سكان أولد تاون 7,840 نسمة بحسب تعداد عام 2010، وبلغ عدد الأسر 3,382 أسرة وعدد العائلات 1,884 عائلة مقيمة في المدينة. في حين سجلت الكثافة السكانية 201.8 نسمة لكل ميل مربع (77.9/كم2). وبلغ عدد الوحدات السكنية 3,665 وحدة بمتوسط كثافة قدره 94.3 لكل ميل مربع (36.4/كم2).
وتوزع التركيب العرقي للمدينة بنسبة 93.1% من البيض و 1.6% من الأمريكيين الأصليين و 1.8% من الأمريكيين ذوي الأصول الآسيوية و 0.1% من سكان جزر المحيط الهادئ و 0.9% من الأمريكيين الأفارقة و 2.2% من عرقين مختلطين أو أكثر.
بلغ عدد الأسر 3,382 أسرة كانت نسبة 24.8% منها لديها أطفال تحت سن الثامنة عشر تعيش معهم، وبلغت نسبة الأزواج القاطنين مع بعضهم البعض 40.7% من أصل المجموع الكلي للأسر، ونسبة 11.7% من الأسر كان لديها معيلات من الإناث دون وجود شريك، بينما كانت نسبة 3.4% من الأسر لديها معيلون من الذكور دون وجود شريكة وكانت نسبة 44.3% من غير العائلات. تألفت نسبة 27.0% من أصل جميع الأسر من أفراد ونسبة 10.7% كانوا يعيش معهم شخص وحيد يبلغ من العمر 65 عاماً فما فوق. وبلغ متوسط حجم الأسرة المعيشية 2.76، أما متوسط حجم العائلات فبلغ 2.31.
بلغ العمر الوسطي للسكان 33 عاماً. وكانت نسبة 17.9% من القاطنين تحت سن الثامنة عشر، وكانت نسبة 20.4% بين الثامنة عشر والأربعة وعشرون عاماً، ونسبة 24.3% كانت واقعةً في الفئة العمرية ما بين الخامسة والعشرون حتى والأربعة وأربعون عاماً، ونسبة 23.6% كانت ما بين الخامسة والأربعون حتى الرابعة والستون، ونسبة 13.8% كانت ضمن فئة الخامسة والستون عاماً فما فوق. وتوزع التركيب الجنسي للسكان بنسبة 48.3% ذكور و51.7% إناث.